# Enid Blyton
Enid Mary Blyton, född 11 augusti 1897 i East Dulwich, London, död 28 november 1968 i Hampstead, London, var en brittisk författare av ungdomslitteratur.
På 1930-talet började hon skriva barnböcker, som blev enormt populära i Storbritannien. Blyton är mest känd för att ha skrivit ungdomsdeckare, som under många år har varit populära i hela Europa. Några är Fem-böckerna, Mysterie-böckerna, Hemliga sjuan-böckerna och Äventyrs-böckerna. Nickeböckerna som var riktade till yngre barn började hon skriva 1949. Enligt Nationalencyklopedin skrev Blyton fler än 600 böcker som har översatts till nästan 90 språk. Hon skrev 10 000 korta berättelser. Totalt har det sålts mer än 600 miljoner exemplar av hennes böcker över hela världen.

## Biografi

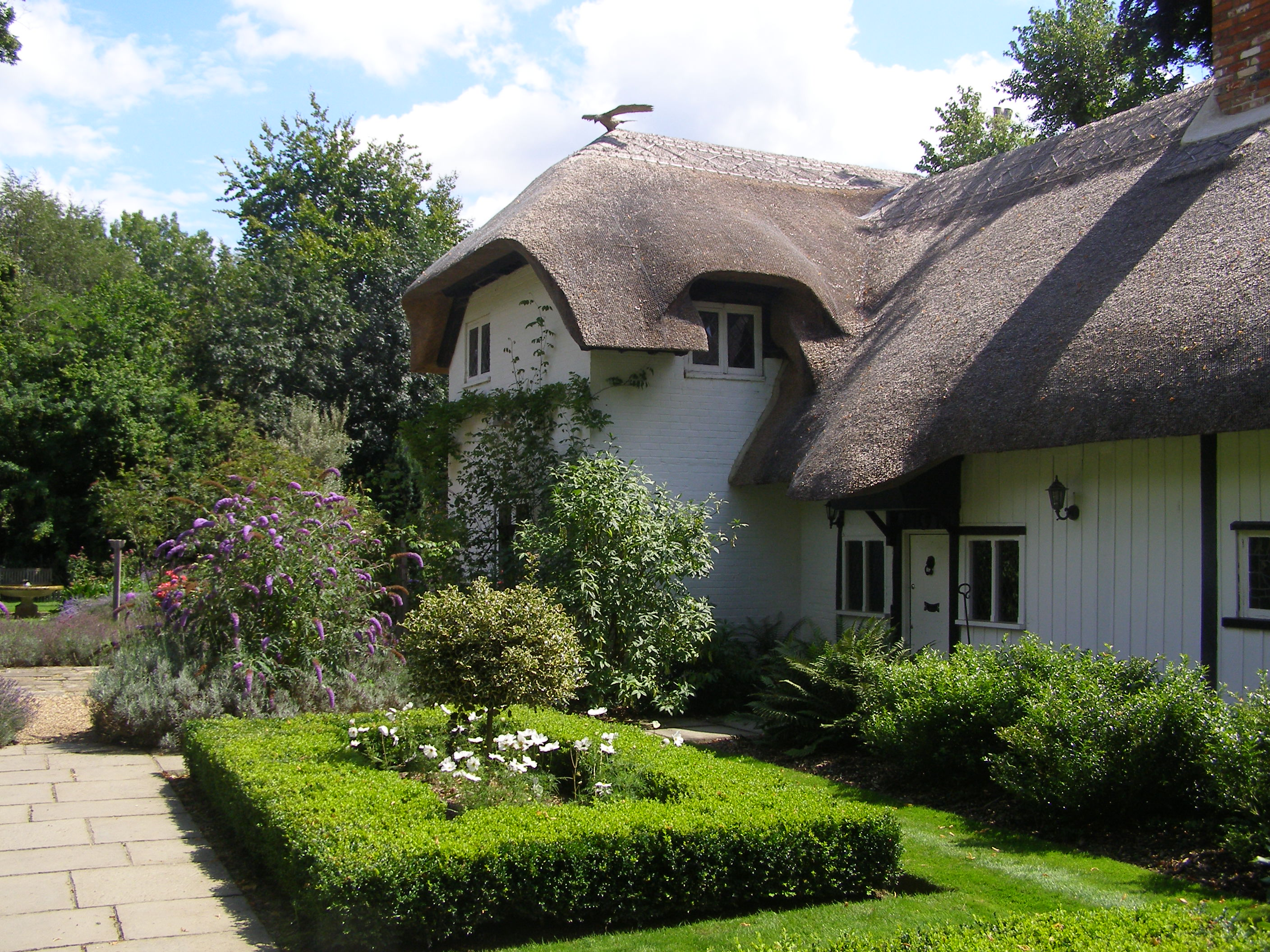
Enid Blytons hus The Old Thatch i Buckinghamshire. Ett före detta gästhus som hon själv beskrev som hämtat ur en saga.

### Tidiga år
Enid Blyton föddes 1897 i East Dulwich i södra London. Hon var äldst i syskonskaran med två yngre bröder, Hanly (1899–1983) och Carey (1902–1976). Fadern Thomas Carey Blyton (1870–1920) var försäljare och modern hette Theresa Mary Harrisson (1874–1950). Blyton hade ett nära och bra förhållande till sin far, medan relationen till modern var mer ansträngd. Modern tyckte att dottern borde ägna mer tid åt hushållsarbete istället för skogspromenader med sin far, läsning, akvarellmålning och andra kreativa aktiviteter. Föräldrarna flyttade isär 1910 när Enid var tretton år gammal. Eftersom en skilsmässa var en skandal på den tiden, sade modern till sina barn att inte berätta det för någon. Istället skulle de säga att fadern var "iväg på ett besök". Enid, utan sin far som hon älskade och med en mor som hon inte kände någon sympati för, vände sig inåt, låste ofta in sig på sitt rum och började skriva dikter och berättelser som hon skickade till olika tidningar och förlag. Berättelserna blev refuserade och kom återsända. Modern tyckte att Enids skriverier var ett slöseri med tid och pengar.
Mellan 1907 och 1915 studerade Blyton vid St. Christopher's School for Girls i Beckenham, där hon utmärkte sig och vann flera olika priser. Blyton var Head Girl vid St. Christopher’s från 1913 till 1914. Det var vid den här tiden som hon också började skriva. Tillsammans med sina vänner Mirabel Davis och Mary Attenborough grundade hon en tidskrift som hette DAB, bildat av de första bokstäverna i deras efternamn. Enid var som ung en duktig pianist och fadern ansåg att hon skulle bli musiker som hans syster May. Hon blev antagen till Guildhall School of Music men hon började känna att hon hellre ville ägna tiden åt författande än musiken. 
Så istället för att börja på musikskolan utbildade hon sig från 1916 till lärare på Ipswich High School. Under denna tid bröt hon helt förbindelsen med modern och tillbringade skolloven med sina vänner i familjen Attenborough. Hon undervisade sedan i några år, först i Bickley Park School i Kent, och sedan som guvernant för de fyra bröderna Thompson, släktingar till Mabel Attenborough. Hennes lilla skola hölls i ett hus Southernhay i  Surbiton, samtidigt som hon fortsatt skrev på sin fritid. 1921 vann hon en skrivtävling i Saturday Westminster Review med uppsatsen  "On the Popular Fallacy that to the Pure All Things are Pure". Publikationer som The Londoner, Home Weekly och The Bystander började visa ett intresse för hennes noveller och dikter.Under tiden utökades hennes elever i skolan med barn från grannskapet. Under dessa år började hon få publicerat kortare berättelser, skådespel och dikter i olika tidskrifter främst i Teachers World.

## Begynnande författarkarriär
Under 1920-talet började hennes första framgångar som författare. Hennes första bok var diktsamlingen Child Whispers var en 24-sidig diktsamling som gavs ut 1922. Boken illustrerades av Blytons skolkamrat Phyllis Chase och de samarbetade i flera av Blytons tidiga verk. 1922 skrev Blyton i årsbok för Cassell och George Newnes. Hennes första alster, "Peronel and his Pot of Glue", accepterades för publicering i Teachers' World. Hon bidrog också med berättelser, teaterstycken och sånger i tidningen Teacher's World. I juli 1923 publicerade Blyton Real Fairies, en diktsamling med trettiotre dikter skrivna för boken. Bara dikten "Pretending",  hade publicerats tidigare i Punch magazine. 1924 publicerade hon The Enid Blyton Book of Fairies, illustrerad av Horace J. Knowles.  1926 kom hennes bok Book of Brownies. Flera pjäsböcker dök upp 1927,  A Book of Little Plays och The Play's the Thing med illustratören Alfred Bestall. Redan år 1924 sade hon upp sig från sitt arbete och kunde försörja sig på författande. 
Blytons pedagogiska texter var inflytelserika i England under 1920- och 1930-talen. Hennes mest betydande var The Teacher's Treasury i tre volymer (1926), Modern Teaching i sex delar  (1928),  Pictorial Knowledge i åtta delar (1930) och Modern Teaching in the Infant School i fyra volymer (1932).1926 blev hon ansvarig för den nya barntidningen Sunny Stories och fyllde den med eget material.
Den 28 augusti 1924 gifte sig Blyton med major Hugh Alexander Pollock (1888–1971), som var redaktör på förlaget George Newnes som publicerade två av hennes böcker det året. De två hade mötts när Newnes anlitade Enid att skriva en bok om djurparken London Zoo, The Zoo Book (1924). Blytons första lite längre skönlitterära bok, The Enid Blyton Book of Bunnies, kom ut 1925.  De bodde i London innan de flyttade till Elfin Cottage i Beckenham 1926. År 1926 tjänade hon redan 1200 pund på att skriva vilket var en stor inkomst vid denna tid.

## Medarbetarskap i tidningar
När hon bodde i Elfin Cottage började hon 1926 redigera den populära tidningen Sunny Stories for little folk som kom ut en gång i veckan. Blyton skrev hela tidningen själv förutom annonser. Blyton befäste sitt rykte som författare för barn. Tidning innehöll vanligtvis återberättande av legender, myter, berättelser och andra artiklar för barn. Samma år fick hon en egen krönika i Teachers' World, med titeln "Från mitt fönster". 1929 började hon bidra med en veckosida i tidningen, där hon publicerade brev från sin foxterrierhund Bobs. Berättelserna om Bob var så populära att de 1933 publicerades i bokform som Letters from Bobs och såldes i tiotusen exemplar under den första veckan. Hennes viktigaste bidrag i Teachers World var Round the Year with Enid Blyton. Hela serien utgjorde fyrtioåtta artiklar som behandlade naturhistoria med information om väder, livet vid dammar, hur man planterar en skolträdgård och hur man gör ett fågelbord. Blytons skrev också varje månad Country Letter i tidningen The Nature Lover 1935. 1926 och 1927 berättade Blyton om Robin Hood i Sunny Stories. I tidningen berättades och om arabiska och grekiska sagor och myter.
Sunny Stories döptes om till Enid Blytons Sunny Stories i januari 1937. I denna tidning publicerade Blyton kommande romaner i serier. Hennes första berättelse om Amelia Jane publicerades i tidningen liksom första boken om Kvartetten. Blyton slutade skriva för tidningen 1952, och tidningen upphörde året därpå. Strax efter började den nya Enid Blyton Magazine ges ut varannan vecka. Den första tidningen publicerades den 18 mars 1953 och denna tidning gavs ut till september 1959. Enid Blyton society har alla nummer av dessa tre tidningar med en fullständig innehållsförteckning på sin hemsida. Man har också material om många andra tidningar som Blyton skrev i mera sporadiskt. Noddy gjorde sitt första framträdande i tidningen Sunday Graphic 1949, samma år som Blytons dagliga Noddy-serie började publiceras i London Evening Standard.

## Författarskap under äktenskapet med Hugh Pollock
Pollock var i början till stor hjälp för Blytons karriär. Han publicerade hennes böcker på Newnes och lärde henne hur affärssidan av skrivandet fungerade. Han övertalade henne också att köpa en skrivmaskin. Enid Blyton som inte hade fått ha något husdjur som liten kompenserade det nu med råge. Hon hade hundar, katter, guldfiskar, igelkottar, sköldpaddor, duvor, höns, ankor och mycket mera. Ett av hennes mest kända husdjur var foxterriern Bobs.
1929 flyttade paret till en 1500-talsstuga, före detta värdshus, i Bourne End i Buckinghamshire, kallad "The Old Thatch". I början av 1930-talet publicerade Blyton en del av de berättelser hon skrivit om olika myter, bland annat från antikens Grekland och Rom. Riddarna av runda bordet, Tales of Ancient Greece och Tales of Robin Hood publicerades 1930. I Tales of Ancient Greece återberättade Blyton 16 välkända antika grekiska myter, men använde de latinska snarare än de grekiska namnen och hittade på konversationer mellan olika karaktärer.  Odysseus äventyr, Berättelser om de gamla grekerna och perserna och Romarnas äventyr följde 1934. 
Blytons Old Thatch-serie har fått namn efter huset där hon bodde till 1938. Den första av tjugoåtta böcker i denna serie, The Talking Teapot and Other Tales, publicerades 1934, samma år som Brer Rabbit Retold. Blytons första följetong och första längre bok, Adventures of the Wishing-Chair, följde 1937. The Enchanted Wood, den första boken i serien Faraway Tree, publicerad 1939, handlar om ett magiskt träd inspirerat av den nordiska mytologin. Enligt Blytons dotter Gillian kom inspirationen till det magiska trädet då Blyton tänkte ut en saga en dag. och plötsligt gick hon i den förtrollade skogen och hittade trädet. I sin fantasi klättrade hon sedan upp genom grenarna och mötte Moon-Face, Silky, Kastrullmannen och resten av karaktärerna. Precis som i Wishing-Chair-serien handlar dessa fantasyböcker vanligtvis om barn som transporteras till en magisk värld där de möter älvor, troll och andra mytologiska varelser.
Blyton och Pollock fick två barn, Gillian Mary Baverstock (1931–2007) och Imogen Mary Smallwood (1935–2020) och behövde ett större hus. 1938 flyttade de till ett hus i Beaconsfield i Buckinghamshire - som döptes till Green Hedges av Blytons läsare efter en tävling i Sunny Stories. Bilden av familjens vardag i Green Hedges är splittrad. Gillian hade en helt annan bild av sin barndom än systern. Imogen har senare sagt om sin mor att hon var "utan ett spår av modersinstinkt. Som barn såg jag henne som en rätt hård auktoritet. Som vuxen tyckte jag synd om henne".
Blytons första äventyrsroman, The Secret Island, publicerades 1938 med karaktärerna Jack, Mike, Peggy och Nora. Den hade förut publicerats som följetong i Sunny Stories.  The Secret Island beskrevs av The Glasgow Herald som ett "Robinson Crusoe-liknande äventyr på en ö i en engelsk sjö" och var en livslång favorit hos dottern Gillian och gav upphov till Kvartetten-böckerna. 1939 släppte Blyton sin första bok i Amelia Jane-serien, på svenska Kicki-böckerna. Enligt Gillian var huvudpersonen baserad på en stor handgjord docka som hon fick av sin mor på sin treårsdag. 
Enid Blytons äktenskap med Pollock blev med tiden problemfyllt. Bland annat drabbades Pollock av depression och tog sin tillflykt till alkoholen. Under andra världskriget återvände Pollock till sitt gamla regemente, vilket satte ännu mera press på det bräckliga äktenskapet. Under en semesterresa år 1941 träffade Blyton en kirurg från London, Kenneth Fraser Darrell Waters. Efter att båda skilt sig 1942, gifte Enid Blyton om sig med Darell Waters1943 i City of Westminster Magistratens den 20 oktober 1943. Enid bröt efter skilsmässan helt kontakten med exmaken Pollock. Han tilläts inte ens att träffa sina två döttrar. I Blytons självbiografi The Story of My Life (1952) nämns inte ens Hugh Pollocks namn och man får närmast intrycket att Kenneth är döttrarnas far.

## Stora framgångar som författare
Enid Blyton fortsatte att skriva under krigsåren. 1942 släppte Blyton den första boken i Mary Mouse-serien, Mary Mouse and the Dolls' House. Boken handlade om en mus som förvisats från sitt mushål och som sedan  blir piga i ett dockhus. I Mary Mouse-serien publicerades tjugotre böcker mellan 1942 och 1964; 10 000 exemplar såldes av första boken under 1942. Under 1940-talet och 1950-talet publicerade hon ofta över 20 böcker per år. I början av 1940-talet påbörjade hon sina mest kända serier femböckerna, mysterieböckerna och äventyrsböckerna och internatskoleböckerna om S:t Clare. När Gilian började på internatskola skrev Blyton böckerna om Malory Towers 1946-1951. 1949 började hon skriva om Nicke och hemliga sjuan-böckerna. Enid Blyton hade bokserier inriktade på barn i olika åldrar från små barn till ungdomar i de övre tonåren. Hon skrev alltså för alla ålderskategorier vilket var en del av hennes framgång hos läsarna.

## Senare år
På 1950-talet köpte Darell Waters och Enid Blyton Manor Farm i Dorset. Gården gav inspiration till flera miljöer i Blytons verk. I slutet av 1950-talet började Blytons hälsa att försämras. Hon slutade ge ut Enid Blyton Magazine 1959 och det minskade hennes arbetsbörda men den officiella förklaringen var att hon måste få mer tid att tillbringa med maken. Under 1960-talet drabbades Enid Blyton av demens och de sista åren av hennes liv publicerades bara korta berättelser. Hennes två sista böcker var återberättande av bibelhistorier, The Man Who Stopped to Help och The Boy Who Came Back, och publicerades 1965. Den sista boken hon skrev var den femtonde boken om hemliga sjuan, Fun for the Secret Seven. Hennes make dog 1967. Under de efterföljande månaderna blev hon allt sämre och tre månader före sin död flyttade hon till ett äldreboende. Enid Blyton dog på Greenways sjukhem i London den 28 november 1968, 71 år gammal. Hon är gravsatt på Golders Green Crematorium i London.
Blytons liv dramatiserades 2009 i en TV-film producerad av BBC, Den sanna Enid Blyton, med Helena Bonham Carter i titelrollen. Filmen byggde till viss del på dottern Imogen Smallwoods bok A Childhood at Green Hedges: A Fragment of Autobiography by Enid Blyton's Daughter.

## Blytons författarskap

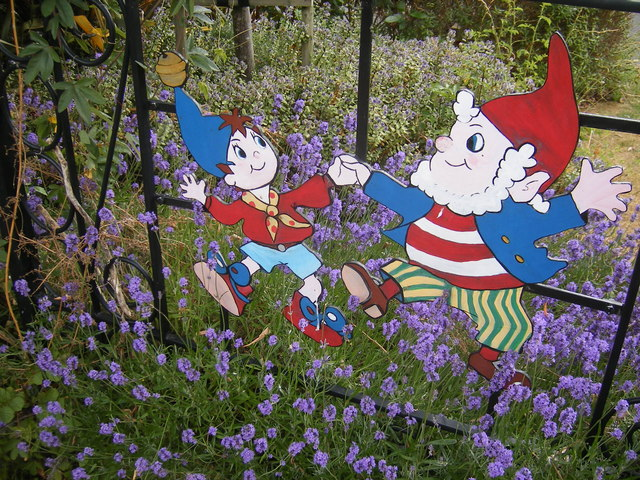
Två av Enid Blytons populära figurer Noddy och Big Ears.

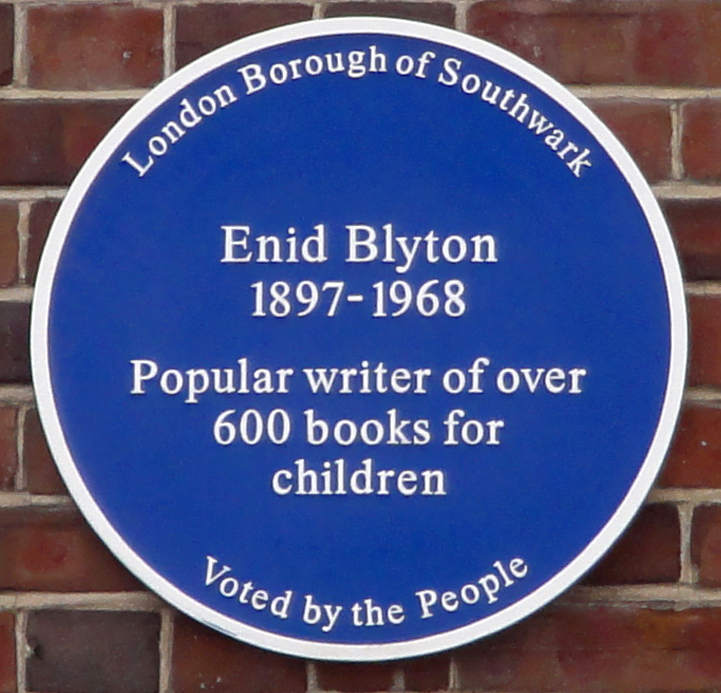
Minnesplakett för Enid Blyton nära biblioteket i Dulwich.

Enid Blyton var en mycket produktiv författare. Hon skrev över 600 böcker, de flesta ungdoms- och barnberättelser, men också läroböcker, historiska berättelser, kristna berättelser, poesi, över 300 sånger med mera. Åren 1927–1959 skrev hon större delen av innehållet i Sunny Story och  Enid Blytons Magazine, totalt 964 nummer av tidningarna. När hon var som mest produktiv kunde hon skriva 10 000 ord per dag, det vill säga en hel bok på fem dagar. De bevarade maskinskrivna originalmanuskripten visar väldigt lite ändringar mellan de första utkasten och de publicerade böckerna. I sin självbiografi My Life (1952) berättar hon om sitt arbetssätt. Hon planerade inte böckerna innan hon började skriva. Hon hade ingen klar bild över vart handlingen skulle leda utan utvecklade den istället medan hon skrev och litade på sin fantasi.
Enid Blyton publicerade ett fåtal böcker under pseudonymen Mary Pollock. i Sverige gavs dessa ut under Blytons namn, och i senare upplagor i Storbritannien har dessa också utgivits under namnet Enid Blyton.

## Föråldrat synsätt
Böckerna skrevs i sin tidsmiljö med ånglok, bärare, hästdragna vagnar, cirkusar och resande teatersällskap på den engelska landsbygden. Kritiker har framfört att det finns stereotyper om kön, ras och klass. Kritiken har lett till att språk och ordval har ändrats i en del moderna översättningar och även i engelskspråkiga nyutgivningar. I Fem stoppar spöktåget (Five go off to camp) används exempelvis uttrycket "svart som en nigger med sot". Annat som betraktats som tveksamt ur ett nutida etiskt perspektiv är  kroppsbestraffningar av barn. 
Blytons uttryckssätt kritiserades redan under hennes livstid. En förläggare avvisade en berättelse från henne år 1960 efter att  teaterkritikern  Phyllis Hartnoll hade skrivit ett omdöme med bland annat denna åsikt: "Det finns en svag men oattraktivt anstrykning av gammaldags främlingsfientlighet i författarens inställning till tjuvar, de är 'utländska'... och det verkar anses vara tillräckligt för att förklara deras kriminalitet. ". Ett annat förlag accepterade boken som sedan kom ut 1961 och med nya upplagor 1965 and 1983.
På samma sätt har en kritik framförts att Blytons skildringar av pojkar och flickor i böckerna är sexistiska. I Hemliga sjuan-böckerna utesluts flickorna avsiktligt från farliga uppdrag. I Hemliga sjuan i farten (Go Ahead, Secret Seven) sägs det rakt ut: "Absolut inte, sa Peter, och låter plötsligt mycket vuxen. 'Det är en mans jobb att undersöka kolgruvan'". I Fem-böckerna är detta sällan fallet, men i Fem på fotvandring (Five on a Hike Together) ger Julian en liknande kommentar till George: "Du kanske ser ut som en pojke och beter dig som en pojke, men du är tjej i alla fall. Och oavsett om du gillar det eller inte, flickor måste tas hand om." Å andra sidan har just karaktären George/Georgina från Fem-böckerna ofta förts fram som ett exempel på hur Blyton ibland kan låta kvinnliga karaktärer överskrida könsroller och kanske också kön överhuvudtaget. 

## Utgivning av Blytons böcker på svenska ur könsperspektiv
Flera av Blytons böcker har, på svenska, kommit ut i serien B. Wahlströms ungdomsböcker. Eftersom böckerna oftast handlar om barn av båda könen har det dock varit lite tveksamt huruvida Wahlströms skulle ge ut böckerna som pojkböcker, med gröna ryggar, eller som flickböcker, med röda ryggar. Hon var sedan tidigare känd för två serier flickböcker med handling i internatskolmiljö. Vissa serier och enstaka böcker har givits ut som pojkböcker och vissa som flickböcker, men uppdelningen framstår som godtycklig. 
Ett specialfall utgör två böcker om Fyrklövern (The Adventurous Four). De handlar egentligen om en tolvårig pojke, hans båda yngre tvillingsystrar samt deras fjortonårige arbetarklasskompis (pojke). I den svenska översättningen har dock tolvåringen blivit en flicka och de båda yngre syskonen en pojke och en flicka. Uppenbarligen ansåg det svenska förlaget att det skulle ha blivit en konstig pojkbok där pojkhjältarna har ett par småsystrar i släptåg, men om huvudpersonen i stället blev en flicka, så kunde boken gälla som flickbok istället. (Böckerna utkom i nyöversättning på ett annat förlag 1987, under titlarna Ubåtsnästet resp. Vapensmugglarna; här har barnen samma kön som i Blytons original.)